# Safia angulata
Safia angulata là một loài bướm đêm trong họ Noctuidae.